# Ковтаюча акула листова
Ковтаюча акула листова (Centrophorus squamosus) — акула з роду Ковтаюча акула родини Ковтаючі акули. Інші назви «глибоководна колюча акула», «ковтаюча акула атлантична», «колюча акула Нільсона».

## Опис
Завдовжки досягає 1,64 м. Спостерігається статевий диморфізм: самці більші за самиць. Голова коротка. Морда широка. Очі помірно великі, мигдалеподібні. На верхній щелепі 22 невеликих нахилених зубів, на нижній щелепі — 23 великих гострих зубів. У неї 5 пар зябрових щілин. Тулуб щільний, веретеноподібний. Шкіряна луска має листоподібну форму. Відмінністю є дуже широкий передній спинний плавець, що становить 10 % довжини тіла. Другий спинний плавець розташований ближче до хвостового. Хвостовий плавець невеликий з розвиненими обома лопатями. Анальний плавець відсутній.
Забарвлення темно-сіре або шоколадно-коричневе. Очі зеленуваті.

## Спосіб життя
Це бентопелагічний вид. Тримається на глибині від 145 до 4000 м, зазвичай 230—2400 м. Воліє до глибоководної частини материкового шельфу та острівних схилів. Живиться рибами та головоногими молюсками.
Статева зрілість самців настає при розмірі 1 м, самиць — 1,25 м. Це яйцеживородна акула. Самиця народжує 5-8 дитинчат завдовжки 35-43 см.
Є об'єктом промислового вилову, особливо в Японії, Філіппінах, Іспанії, Португалії та Франції. Особливо цінується печінка, що багата на сквален.
Тривалість життя становить 70 років.

## Розповсюдження
Мешкає від Ісландії й Фарерських островів до Португалії та Іспанії, біля Азорських і Канарських островів, Сенегалу, Габону, Конго, ПАР, Малайського архіпелагу, Філіппін, Австралії, о. Тасманія, Нової Зеландії, о. Хонсю (Японія).